# Gérardine Mukeshimana
Gérardine Mukeshimana là một nhà khoa học và chính trị gia người Rwanda, từng giữ chức Bộ trưởng Bộ Nông nghiệp và Tài nguyên Động vật kể từ tháng 7 năm 2014.

## Cuộc sống ban đầu và giáo dục
Mukeshimana sinh ngày 10 tháng 12 năm 1970 tại Quận Huye ngày nay. Cô có bằng kỹ sư nông nghiệp của Đại học Quốc gia Rwanda và bằng thạc sĩ (2001) và bằng tiến sĩ (2013) về công nghệ sinh học của Đại học bang Michigan. Luận án tiến sĩ của cô có tựa đề "Phân tích sự phức tạp di truyền của các cơ chế chịu hạn trong đậu thường (Phaseolus Vulgaris L.)"  Năm 2012, cô đã được trao giải thưởng sinh viên quốc tế về phát triển nông nghiệp và thực phẩm quốc tế (BIFAD) năm 2012 cho những đóng góp của cô cho chương trình nhân giống đậu của Rwanda.

## Sự nghiệp
Mukeshimana là giảng viên Khoa Nông nghiệp tại Đại học Quốc gia Rwanda và là điều phối viên cho Dự án Hỗ trợ Ngành Nông thôn của Ngân hàng Thế giới.
Năm 2013, Mukeshimana là thành viên của nhóm nghiên cứu tại BecA Hub, một cơ sở sinh học tại Viện nghiên cứu chăn nuôi quốc tế ở Nairobi.
Mukeshimana được bổ nhiệm làm Bộ trưởng Bộ Nông nghiệp và Tài nguyên động vật trong nội các của Thủ tướng Anastase Murekezi vào tháng 7 năm 2014. Cô vẫn giữ được vị trí của mình trong cuộc cải tổ nội các tháng 5 năm 2016 của Tổng thống Paul Kagame.
Vào tháng 6 năm 2016, Mukeshimana đã tổ chức Tuần lễ Khoa học Nông nghiệp Châu Phi lần thứ 7 và Đại hội đồng Diễn đàn Nghiên cứu Nông nghiệp ở Châu Phi (FARA) tại Kigali, nơi đưa ra lời kêu gọi hành động sáu điểm để đạt được sáng kiến "Châu Phi nuôi dưỡng Châu Phi". Trong cuộc cải tổ nội các ngày 31 tháng 8 năm 2017, Mukeshimana giữ lại bài đăng nội các và danh mục đầu tư của mình.

## Ấn phẩm
- Mukeshimana, Gerardine; Lasley, Amy L. (tháng 5 năm 2014). "Identification of Shoot Traits Related to Drought Tolerance in Common Bean Seedlings". Journal of the American Society for Horticultural Science. American Society for Horticultural Science.
- Mukeshimana, Gerardine; Butare, Louis; Cregan, Perry B.; Kelly, James D. (tháng 5 năm 2014). "Quantitative Trait Loci Associated with Drought Tolerance in Common Bean". Crop Science. doi:10.2135/cropsci2013.06.0427.